# Conesa Point
Der Conesa Point (spanisch Punta Conesa, in Chile Punta María [Pilar]) ist eine Landspitze an der Danco-Küste des Grahamlands auf der Antarktischen Halbinsel. Sie markiert im Paradise Harbour die südliche Begrenzung der Einfahrt zur Leith Cove bzw. die nördliche der Einfahrt zur Porphyry Cove.
Argentinische Wissenschaftler benannten sie nach Emilio Conesa (1821–1873), einem argentinischen General im Tripel-Allianz-Krieg (1864–1870). Das UK Antarctic Place-Names Committee übertrug diese Benennung 1978 ins Englische. Wissenschaftler der 5. Chilenischen Antarktisexpedition (1950–1951) dagegen benannten sie offenbar nach einer Angehörigen eines der Expeditionsteilnehmer.